# Gubbäpple

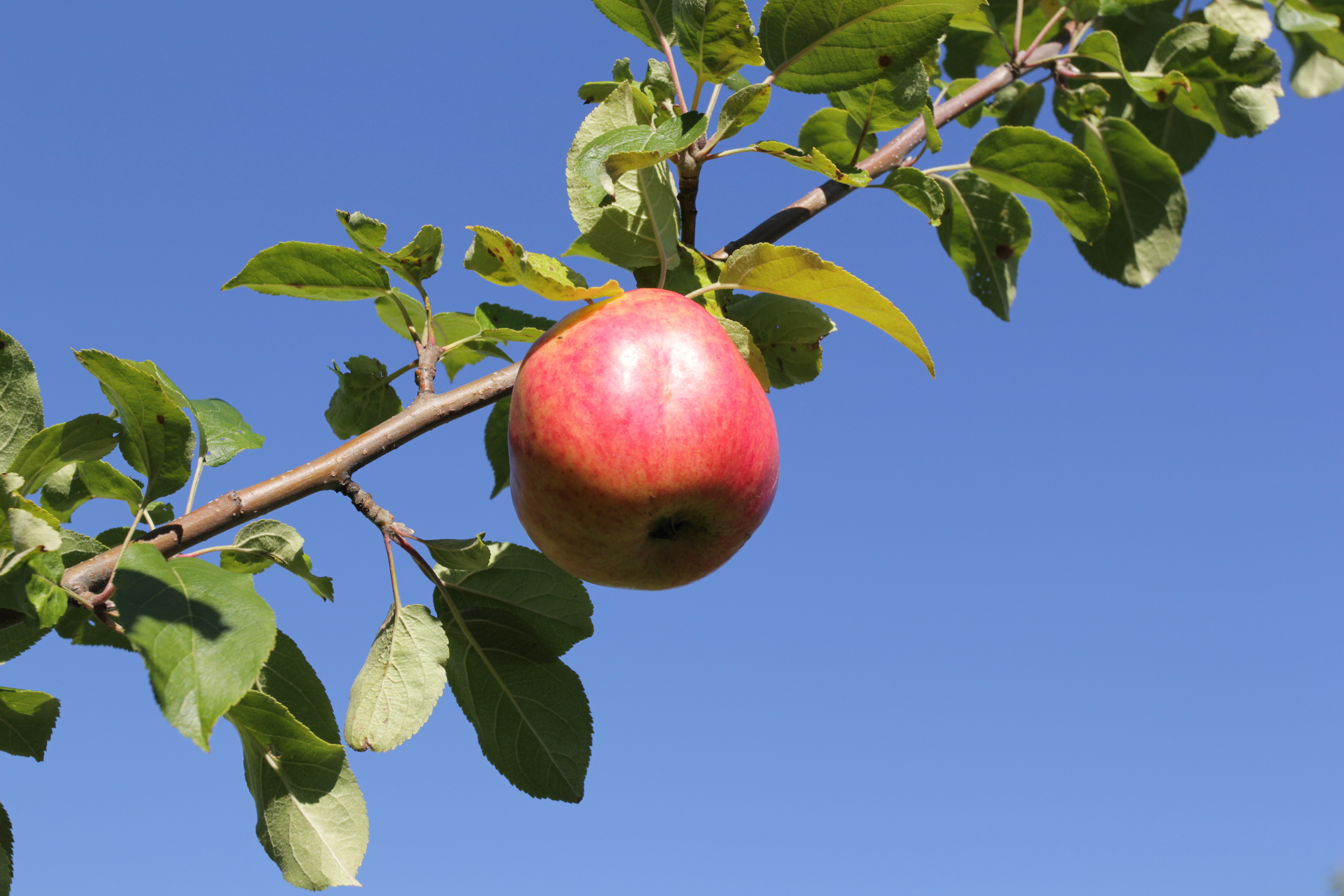
Gubbäpple i Gamla Stabergs barockträdgård.

Gubbäpple är en äppelsort vars ursprung är Sverige. Äpplet är känt för att det blir mycket mört. Skalet på detta äpple är fett, och fruktköttet löst med en sötsyrlig smak, och en svag doft av mandel. Äpplet mognar i oktober. I Sverige odlas Gubbäpple gynnsammast i zon 1–6.